# صداقة رومانسية
الصداقة الرومانسية (بالإنجليزية: Romantic friendship)‏ أو الصداقة الشغِفة أو الصداقة الحنونة هي علاقة وطيدة جدًا بين أصدقاء، لكنها لا تكون علاقة جنسية عادةً، وإن كانت تنطوي في كثير من الأحيان على نوع من التعامل الجسدي يتجاوز ما هو شائع في المجتمعات الغربية المعاصرة. قد تشمل تلك التعاملات الجسدية على سبيل المثال: تشابك الأيدي، أو الاحتضان، أو العناق، أو التقبيل، أو التدليك، أو مشاركة السرير، أو النوم المشترك دون وجود اتصال جنسي أو من مظاهر الأنشطة الجنسية الأخرى.
يمكن استخدام هذا المصطلح في الثقافة التاريخية لوصف علاقة وطيدة للغاية بين أشخاص من نفس الجنس خلال فترة من التاريخ لم تُعتبر فيها المثلية الجنسية فئة اجتماعية من فئات المجتمع. صِيغ هذا المصطلح في هذا الصدد في أواخر القرن العشرين ليصف بأثر رجعي نوع العلاقة التي كانت تعتبر غير مألوفة حتى منتصف القرن التاسع عشر، وأصبحت منذ النصف الثاني من القرن التاسع عشر أكثر ندرة؛ نظرًا إلى لتعامل بقلق مع العلاقة الحميمية الجسدية بين الشركاء غير الجنسيين. أصبحت الصداقة الرومانسية بين النساء في أوروبا وأمريكا الشمالية سائدة بشكل خاص في أواخر القرن الثامن عشر وأوائل القرن التاسع عشر مع ظهور تعليم الإناث وبالتزامن مع ظهور خطاب جديد عن الاختلافات الجنسية بين البشر.

## أمثلة تاريخية
تُعد دراسة الصداقة الرومانسية من الناحية التاريخية أمرًا صعبًا؛ لأن المادة المُعتمد عليها بشكل أساسي للدراسة هنا تكون عادةً كتابات تتحدث عن علاقات الحب، وتأخذ عادةً شكل رسائل غرامية، أو قصائد، أو مقالات فلسفية، بدلًا من الدراسات الموضوعية. لا يتطرق معظم هذه المواد صراحة إلى العلاقات الجنسية أو غير الجنسية؛ إن حقيقة أن ممارسة المثلية الجنسية كانت من المحرمات في ثقافات أوروبا الغربية في ذلك الوقت يطرح إمكانية إخفاء بعض العلاقات الجنسية عن الكتابات، ولكن في الوقت نفسه فإن ندرة هذا النوع من الصداقات في العصر الحديث يشير إلى أن الإشارات إلى العلاقات غير الجنسية قد يُساء فهمها، وهذا ما يزعمه كل من: فادرمان، وكونتز، وأنتوني روتوندو، ودوغلاس بوش، وآخرين.

### شكسبير والشاب الوسيم
أثار ما تضمنته أعمال شكسبير تساؤلات حول ما إذا كان مزدوج التوجه الجنسي أم لا. باستثناء ست وعشرين سوناتة من سوناتاته -وهي السوناتات من 127 إلى 154، وهي سلسلة متتالية تحت اسم «دارك ليدي» أي «سيدة الظلام»، وكانت قصائد حب مُوجهة إلى امرأة متزوجة-، يوجه شكسبير 126 سوناتة إلى فتى مراهق (عُرِف باسم «فير يوث» أي «الشاب الوسيم»). فُسّرت النغمة العاطفية للمجموعة الأخيرة، التي تركز على جمال الشاب، على أنها دليل على التوجه الجنسي المزدوج لشكسبير، لكن البعض يرونها إشارة إلى الصداقة الوطيدة أو المودة الأبوية، لا إلى الحب الجنسي.
ومن بين التفسيرات الأخيرة، كتب دوغلاس بوش في مقدمة طبعة بيليكان شكسبير الصادرة في عام 1961 ما يلي:
بما أن القراء الحاليين لم يعتادوا على مثل هذا الشغف في صداقات الذكور، فمن المرجح أن يقفز إلى أذهانهم فكرة المثلية الجنسية... ربما يمكننا اعتبار هذا نوعًا مثاليًا من الصداقة، والذي كثيرًا ما يفوق حب المرأة، ويمكن أن يوجد في الحياة الحقيقية، من مونتين إلى السير توماس براون، إلى جانب أنه كان متجليًا في أدب عصر النهضة.
يستشهد بوش بمونتين، الذي ميز صداقات الذكور عن «ذلك الحب اليوناني الآخر الفاسد»، كدليل على التفسير الأفلاطوني.

### مونتين وإيتيان دو لا بويسيه
وصف الفيلسوف الفرنسي مونتين مفهوم الصداقة الرومانسية (دون استخدام هذا المصطلح باللغة الإنجليزية) في مقالته «عن الصداقة». بالإضافة إلى التفريق بين هذا النوع من الحب والمثلية الجنسية («هذه الإباحة اليونانية الأخرى»)، هناك طريقة أخرى اختلف بها مونتين عن النظرة الحديثة، وهي أنه يرى أن الصداقة والمشاعر الأفلاطونية كانت قدرة ذكورية في المقام الأول (يبدو أنه لم يكن مدركًا لتقاليد الصداقة الرومانسية بين الإناث والتي كانت موجودة هي الأخرى):
اعتبار أن الاكتفاء العادي لدى المرأة (بصراحة) لا يمكن أن يستجيب لهذا اللقاء وهذا التواصل، وتعهُّد هذه الرابطة المقدسة: ولا تبدو عقولهن قادرة بما يكفي لتحمل الانجذاب في مثل هذه العلاقات بشدة، وبسرعة، وبديمومة.
تستشهد المؤرخة النسوية مثلية الجنس ليليان فادرمان بمونتين، مستخدمة مقالة «عن الصداقة» دليلًا على اختلاف الصداقة الرومانسية عن المثلية الجنسية، إذ إن الكتاب المشهورين المعتبرين سبق ومدحوا الصداقة الرومانسية، بينما ذموا المثلية الجنسية. (يدعم الاستشهاد أيضًا معتقدات فادرمان حول أن الجنس والحياة الجنسية بناءان اجتماعيان، إذ يشير إلى أن كل نوع من الجنسين اعتبر، في فترة أو أخرى من التاريخ، أن الصداقة من نفس جنسه «أفضل» لتكوين صداقة قوية).

### ألكسندر هاميلتون وجون لورنس
بعد فترة قصيرة من زواجه، التقى لورنس أثناء وجوده في معسكر واشنطن بألكسندر هاميلتون، وصار صديقًا حميمًا جدًا له. تبادلا العديد من الرسائل عندما افترقا عدة سنوات بسبب اختلاف مهامهما وإلقاء البريطانيين القبض على لورنس، على سبيل المثال، عندما منعت شروط الإفراج المشروط لورنس من حضور حفل زفاف هاميلتون وإليزابيث شويلر في ديسمبر 1780، رغم دعوة هاميلتون له. في حين أن اللغة العاطفية لم تكن نادرة في الصداقات الرومانسية بين الأشخاص من نفس الجنس في هذه الحقبة التاريخية، قال جيمس توماس فليكسنر، وهو كاتب سيرة هاميلتون، إن اللغة التعبيرية الشديدة الواردة في الرسائل المتبادلة بين هاميلتون ولورنس «تثير أسئلة بشأن المثلية الجنسية» والتي «لا يمكن الإجابة عليها بشكل قاطع».
صرح رون شيرناو مُدون سيرة هاميلتون بأنه «لا بد للمرء أن يخطو بحذر شديد في التعامل مع هذه المسألة»، وكتب أنه من المستحيل القول «على وجه اليقين» إن لورنس وهاميلتون كانا عشيقين، مشيرًا إلى أن علاقة مثل هذا النوع كانت ستتطلب اتخاذ «احتياطات استثنائية»، لأن السدومية كان جريمة يُعاقب عليها بالإعدام في جميع أنحاء المستعمرات في ذلك الوقت. استنتج تشيرناو، استنادًا إلى الأدلة المتوفرة، أنه «يمكننا القول على الاقل إن هاميلتون أُعجب بصديقه في سن المراهقة». ويقول تشيرناو إن «هاميلتون لم يكوّن صداقات بسهولة ولم يكشف مرة أخرى عن حياته الشخصية لرجل آخر كما فعل مع لورنس»، وبعد وفاة لورنس، «أغلق هاميلتون جزءًا من مشاعره ولم يفتح لها الباب مرة أخرى».
وعلى عكس رسائل هاملتون اللطيفة، كانت الرسائل المتبقية لنا من تلك التي كتبها لورنس إلى هاميلتون أقل تواترًا وعاطفيةً، ولكن بعض الرسائل التي كتبها لورنس ضاعت أو ربما أُتلفت.

### أبراهام لينكون وجوشوا سبيد
استخدم بعض المؤرخين العلاقة بين أبراهام لينكون وجوشوا سبيد كمثال آخر على العلاقة التي يعتبرها الناس حاليًا غامضة أو ربما مثلية، لكن هذه العلاقة كانت على الأرجح صداقة رومانسية. عاش لينكون وسبيد معًا، وتقاسما سريرًا واحدًا في شبابهما، وحافظا على صداقتهما مدى الحياة. أشار ديفيد هربرت دونالد إلى أن الرجال في ذلك الوقت غالبًا ما كانوا يتقاسمون الأسرّة لأسباب مالية؛ كان الرجال معتادين على إقامة علاقات حميمة بين شخصين من الجنس نفسه، لأن معظم الآباء والأمهات لم يستطيعوا تحمل نفقات أَسرّة أو غرف منفصلة للأشقاء الذكور.